# Acidobaktériumok
Az acidobaktériumok (Acidobacteriaceae) a baktériumoknak egy újonnan felfedezett és hivatalosan 1997-ben külön törzsként elismert Acidobacteriales csoport egyik családja, ami leggyakrabban a talajban található. A nevük a savak iránti vonzalmukra utal. Eddig még nem sokan tenyésztettek baktériumokat ebből a törzsből, így nem ismeretes se metabolizmusuk, se ökológiájuk.

## Lásd még
- Baktériumok